# Stadio Ernest Pohl
Lo stadio Ernest Pohl (in polacco Stadion im. Ernesta Pohla) è uno stadio della città polacca Zabrze di proprietà dello stato.
Inaugurato nel 1934, è stato ricostruito nel 2011 e ha una capienza di 24 563 posti. Ospita le partite casalinghe del Górnik Zabrze.

## Storia
È uno degli stadi più antichi della Polonia ed era lo stadio nazionale del paese prima dell'invasione della Germania nazista. Lo stadio (noto come stadio olimpico di Zabrze) iniziò a far parte dell'Impero tedesco, che tra il 1934 e il 1946 lo chiamò Adolf Hitler Kampfbahn. Nel 2004 gli abbonati del club decisero di cambiare il nome dell'impianto da stadio olimpico di Zabrze a stadio Ernest Pohl, intitolandolo a un calciatore che aveva vestito la maglia della nazionale polacca e la fascia di capitano del Górnik Zabrze.
Il 24 marzo 1935 vi ebbe luogo una partita tra la Germania e una rappresentativa della Slesia polacca di fronte a circa 7 000 spettatori. Nel 1945 lo stadio fu distrutto dalle truppe sovietiche. Divenuto proprietà del comune di Zabrze, fu destinato a ospitare le partite del KS Zabrze, costituito da poco. Alla fine degli anni '50 lo stadio fu ampliato per ospitare 35 000 spettatori. Negli anni '60 e '70 venne installato l'impianto di illuminazione artificiale. 
Il 17 ottobre 1984 lo stadio ospitò una partita della nazionale polacca, che giocò contro la Grecia nelle eliminatorie del campionato del mondo 1986.
Nel 2011 iniziò la ricostruzione dello stadio nello stesso luogo del precedente, con una nuova capienza di 31 871 spettatori seduti e tribune coperte. Nella prima fase l'impianto continuò ad avere una capacità totale di circa 24 000 spettatori. L'accordo con l'appaltatore di questa fase, la società Polimex-Mostostal, fu firmato il 24 agosto 2011 e la durata prevista di questo progetto era di 20 mesi, per una capienza prevista a fine lavori di 31 871 posti a sedere.